# Alysia erecta
Alysia erecta (лат.) — вид паразитических наездников рода Alysia из семейства Braconidae (Alysiinae, Hymenoptera). Южная Корея.

## Распространение
Южная Корея: Dodae-ri, buk-myeon, Gapyeong-gun, Gyeonggi-do, 37°56'11.8"N, 127°28'50.2"E.

## Описание
Мелкие наездники-бракониды (около 3 мм). Тело чёрное, первый тергит и мезонотум полностью красновато-коричневые; усики тёмно-коричневые; мандибулы бледно-жёлтые; ноги желтовато-коричневые в основании, лапки коричневые. Новый вид отличается по сравнительно коротким ножнам яйцеклада (сетозная часть в 0,6 раза длиннее мезосомы против 1,0—1,7 раза у других видов Южной Кореи), короткому первому членику жгутику (в 2,5 раза длиннее ширины против 3,0—4,5 раза) и мощным мандибулам (в 1,2 раза длиннее ширины против 1,4—1,7 раза). Новый вид сходен с Alysia hebeiensis Zhu & van Achterberg, 2018 и отличается от этого вида менее тонким первым жгутиком (в 2,5 раза против 3,8—4,0 раза у A. hebeiensis) и более коротким первым метасомальным тергитом (в 1,1 раза длиннее его апикальной длины против 1,2—1,7 раза). Первый членик жгутика усика длиннее второго, глаз слабо овальный, наличник треугольной формы, широкий и выступающий вперед; мандибулы с 3 зубцами, пронопе отсутствует, нотаули развиты. Птеростигма крупная, жилка 2-SR переднего крыла слегка изогнута, первая дискальная ячейка короче ширины в медианной длине. Новый вид относится в определителе Белокобыльского (1998) к Alysia masneri Wharton, 1988 на основании цвета наличника, но к Alysia vladik Belokobylskij, 1998, если использовать только морфологические признаки. Alysia erecta отличается от A. masneri более крупным первым тергитом (в 1,1 раза длиннее его апикальной ширины против 1,6 раза у A. masneri), более короткими антеннами (0,9 раза длиннее тела против отчётливо длиннее тела) и более короткими ножнами яйцеклада (0,6 раза длиннее мезосомы против 0,9 раза). Alysia erecta отличается от A. vladik менее тонким первым жгутиком (2,5 раза против 4,0 раза у A. vladik), менее тонким задним бедром (3,9 раза против 4,3 раза), более коротким первым метасомальным тергитом (в 1,1 раза длиннее его вершинной ширины против 1,2—1,3 раза), чёрным наличником (сходным с цветом лица против желтоватого, контрастирующего с чёрным лицом). Предположительно как и близкие виды эндопаразитоиды личинок мух.